# 杨克冰

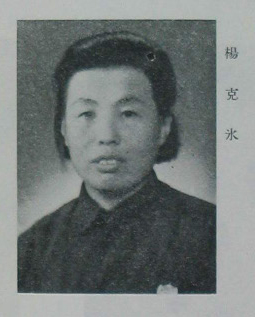

杨克冰（1909年10月22日—2009年2月25日），女，汉族，曾用名杨淑德、杨英华，辽宁海城人，中華人民共和國政治人物。

## 生平
清朝顺治八年（1651）朝廷下旨，先祖杨氏兄弟二人由山西太原徐沟县大杨庄迁至海城。

### 早年生活
杨克冰生于辽宁海城验军镇紧挨南满铁路的二道岗子村。家境贫寒。8岁就开始帮助母亲做家务。11岁丧父。12岁就成了家中的主要劳动力独当一面。用母亲自制识字卡片，自学到能看报。阅读了大量传统历史演义小说，特别爱看近代小说《驼龙传》，培养了疾恶如仇的豪杰侠女和精忠报国的英雄情节。

### 革命生涯
1928年，因不满包办婚姻离家出走。在亲友的帮助下，在沈阳的哈德门烟草公司糊烟盒。后到黄显声的叔叔黄剑秋家做保姆。黄剑秋时任辽宁省税捐局局长。是杨克冰的远亲，称为二姑夫。九一八事变后随黄家流亡到天津、北平。杨克冰在东北军任职的堂叔杨国甫和哥哥杨殿弼也在北平。黄家在北平成了抗日人士的聚会地，常来的有阎宝航、高崇民、王化一、刘澜波、孙志远、袁明道、夏汝梅等。杨克冰把名字从杨淑德改为杨英华，决心投身抗日。
1932年8月，杨克冰开始接触黄家的亲戚，共产党员范东洲。1932年底，东北民众抗日救国会决定在北平组织一支抗日义勇军出关作战。杨克冰积极参加，负责保存一批枪支。1933年2月，范东洲通知杨克冰，组织将对她秘密培训，入住河北省委在北平西城区设的一个秘密联络点院子，由一位被称为“朝鲜王”的党员及其妻子负责。河北省委组织部长柯庆施到联络点来过两次，与杨克冰谈话了解其政治态度与个人意愿。一个多月的培训结束后，杨克冰按组织的指示与林宣南、陈璧如、朱绍云等女性一起投入到抗日救国宣传工作。1933年5月杨克冰由范东洲、“朝鲜王”介绍加入中共。1933年6月初，柯庆施找杨克冰谈话，希望她与范东洲结婚组成家庭，以掩护范东洲的地下联络工作。新婚一周后，受命赴张家口秘密机关工作。此时察哈尔抗日同盟军势力高涨，河北省委派柯庆施到张家口组成张垣前委并任书记，又从河北省委、北平市委调派一批干部到张家口工作，范东洲、杨克冰是其中之部。一个月后该秘密机关撤销，杨克冰转入抗日救国后援总会做铁路工人工作。这时在南京国民政府的军事压迫下，冯玉祥被迫下野，张家口的革命力量撤往张北，杨克冰按组织的指示以小学教员的身份入伍到第二路军吉鸿昌第5师教导队第三中队（女生队）绝大多数是来自平津的学生。杨克冰与教导队地下支部书记的李指导员接上了组织关系，与新入伍的战士一起接受基本军事训练，专门学习了战场救护，深入到农村宣传抗日，张贴标语、教唱抗日歌曲，还为群众表演喜闻乐见的街头活报剧。这时平定堡暴动失败的消息传至五师教导队。平定堡即现在的沽源县城，当时是坝上一个富裕的商贸城镇，驻有坚固的寨墙与严密的团防。前委组织一批地下党干部化装进入，以暴动的方式夺取团防枪支物资，被识破发生激战，这些党员英勇扑城，60多人全部牺牲。杨克冰焦急地逐人询问范东洲的情况，一位伤员告诉她范东洲已经牺牲，并把范东洲的两件遗物，一条毯子，一个皮挎包交给了杨克冰。1933年10月中旬整个部队最后转战至北平小汤山，激战中第3中队女兵战地救护伤员抬下战场送往山下的一座庙中，被北平地下党串联组织红十字会人员送往北平各大医院救治，伤员中包括谷景生。前委决定：凡是暴露党员身份的男同志及所有女同志全部撤走。柯庆施、夏欧指示杨克冰和党员严渤禄、小侯、庄庄一起化装经牛栏山坐小木船到通州，然后由通州乘火车于10月20日抵北平。杨克冰再度回到老叔家中。与前委领导成员阎红彦接上头后，阎指派她去宣武门外骡马市大街四川延安会馆东厢房接关系，与河北省委组织干事王克平一起被捕，羁押在钱粮胡同宪兵三团。杨克冰坚持事先编好的假口供：称自己是东北奉天人，丈夫在东北军当兵，九一八后丈夫随军撤至关内；家乡遭日军烧杀，万般无奈来北平寻夫。后来听说丈夫在张家口，自己又追到那里找；在张家口遇到老乡，一直找到察哈尔抗日同盟军，才知道丈夫在同日军交战中战死了；没有办法，几个东北老乡结伴又回到北平。
1933年10月下旬，河北省委代理书记兼组织部长高洁明被捕叛变，使省委与北平市委遭彻底破坏，省委秘书长刘明琦等60多人被捕。1933年12月初的一天深夜，杨克冰与刘明琦、林宣南等10名女政治犯，及此案所有男政治犯被解押南京宪兵司令部拘留所，狱中结识了李立三夫人徐守贞陈潭秋夫人徐全直等革命大姐，在二人领导下，该拘留所关押的几十名女政治犯无人暴露真实身份，无人自首变节。 1934年4月8日，宪兵司令部军法处判处杨克冰有期徒刑5年，罪名是参加察哈尔抗日同盟军。转押南京老虎桥的江苏省第一模范监狱服刑。在狱中向从苏联回国的帅孟奇、钱瑛、夏之栩三位革命大姐学习政治理论、提高文化水平，被指定为北平被捕同志的联络负责人。1935年11月，杨克冰被押至苏州反省院服刑。1936年10月，杨克冰由老叔杨国甫作保获释由上海回到了北平。与北平文理学院的栗独华接上了组织关系，被安排到北大李俊明、何兆义所在的校外党支部工作。不久，杨克冰担任北平中华民族解放先锋总队妇女部部长。由于“民先”是半公开组织，将自己的名字杨英华改为杨克冰，意在激励自己牢底坐穿、战胜艰难困苦。杨克冰以北大旁听生和小学教员的身份奔忙在女教员、女学生及街道妇女之间，宣传抗日救国，发展“民先”队员。1936年12月25日，获知西安事变结果是释放蒋介石，杨克冰分工到北大五斋宿舍做女学生的思想工作，宣传和平解决西安事变的意义，并组织北大女生到校内、市内广泛宣传全民族的团结抗日。由于工作受到充分肯定，1937年2月6日“民先”总队在北平召开第一次全国代表大会，杨克冰被选为妇女部部长。
建国后主要在东北地区工作。1954年，当选第一届全国人民代表大会代表。1983年至1988年出任第六届全国人民代表大会常务委员会委员兼辽宁省人大常委会副主任。1986年9月参与了《企业破产法》等重要法律的热烈讨论，并在央视专题节目中播出。1988年离休。
2009年2月25日9时30分在沈阳病逝，终年100岁。 

## 家人
- 父亲杨国才：烧锅挑夫。1920年，得肺痨在贫病交加中死去。
- 母亲杨王氏：出身于海城大王屯村一较为富裕的满族旗人家庭。在夫家给地主家打零工。
- 伯父杨国友：年轻时加入义和团，曾亲身参加过牛庄教案。年轻时给地主赶车，因车翻轧断一条腿而成终身残疾，村里看庙，耕种二亩庙地。未分家单过。
- 哥哥杨殿弼：15岁离家到商号做学徒
- 弟弟杨殿卿
- 两个妹妹